# خط لوله دروژبا
خط لوله دروژبا (روسی: нефтепровод «Дружба») بزرگترین خط لوله انتقال نفت خام جهان، به طول ۴۰۰۰ کیلومتر است که از روسیه آغاز شده و پس از گذر از کشورهای اوکراین، بلاروس، لهستان، مجارستان، اسلواکی، جمهوری چک و آلمان تمامی اروپای شرقی را پوشش می‌دهد. ظرفیت انتقال نفت خام خط لوله دروژبا به‌طور میانگین معادل ۱٫۲ میلیون بشکه در روز است. این خط لوله در مجموع دارای ۲۰ تلمبه‌خانه است.